# Val Ridanna

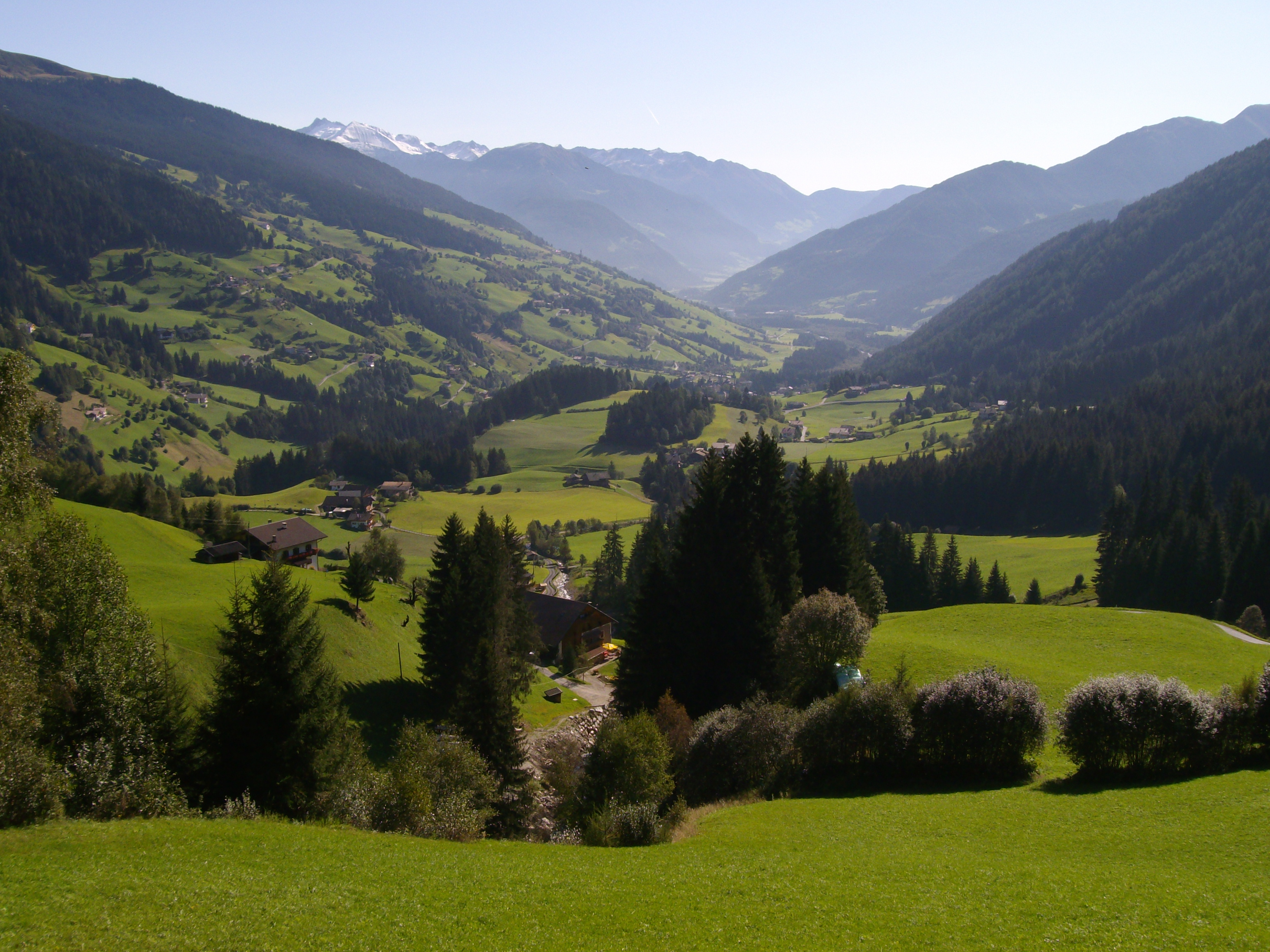
Paisaje de la sección central del Val Ridanna

El Val Ridanna (en alemán: Ridnauntal) es un pequeño valle lateral del valle superior del río Isarco (Eisack) de 18 kilómetros de longitud situado en el Tirol del Sur (Italia), que comienza en Vipiteno (Sterzing) y termina en Masseria (Maiern). Por él discurre el río Ridanna (Ridnauner Bach), que desemboca por la derecha en el Isarco, al sur de Vipiteno. Las principales poblaciones del valle son Casateia (Gasteig), Telves (Telfes), Mareta (Mareit), Ridanna (Ridnaun) y Masseria (Maiern), todas ellas fracciones del municipio de Racines (Ratschings).
La historia del valle ha estado marcada por la extracción de cobre, plata, plomo y zinc en el macizo Monteneve  (Schneeberg) a lo largo de más de 800 años. La mina fue una de las más altas y de más larga actividad de toda la región alpina. Fue clausurada definitivamente en 1985 por falta de rentabilidad. Hoy tiene gran importancia su industria turística: el valle es un destino popular entre los excursionistas y montañeros, y ofrece numerosas actividades deportivas y ocio durante todo el año. En invierno es popular entre los esquiadores de fondo y los biatletas. Cuenta con un moderno centro de biatlón, que ha acogido competiciones internacionales como los Campeonatos de Europa de 2011 y los de 2018.
Entre sus principales atracciones turísticas se puede mencionar el castillo de Wolfsthurn, situado en Mareta, que alberga el Museo Provincial de la Caza y la Pesca, y el Museo Provincial de la Minería de Masseria, aunque históricamente la zona realmente explotada se encontraba entre el valle de Lazzago (Lazzachertal) y el pueblo de San Martino di Monteneve (St. Martin am Schneeberg), situado a 2.385 m de altura. En Ridanna se encuentra la capilla de los mineros de Santa Magdalena.

## Minas de Ridanna-Monteneve

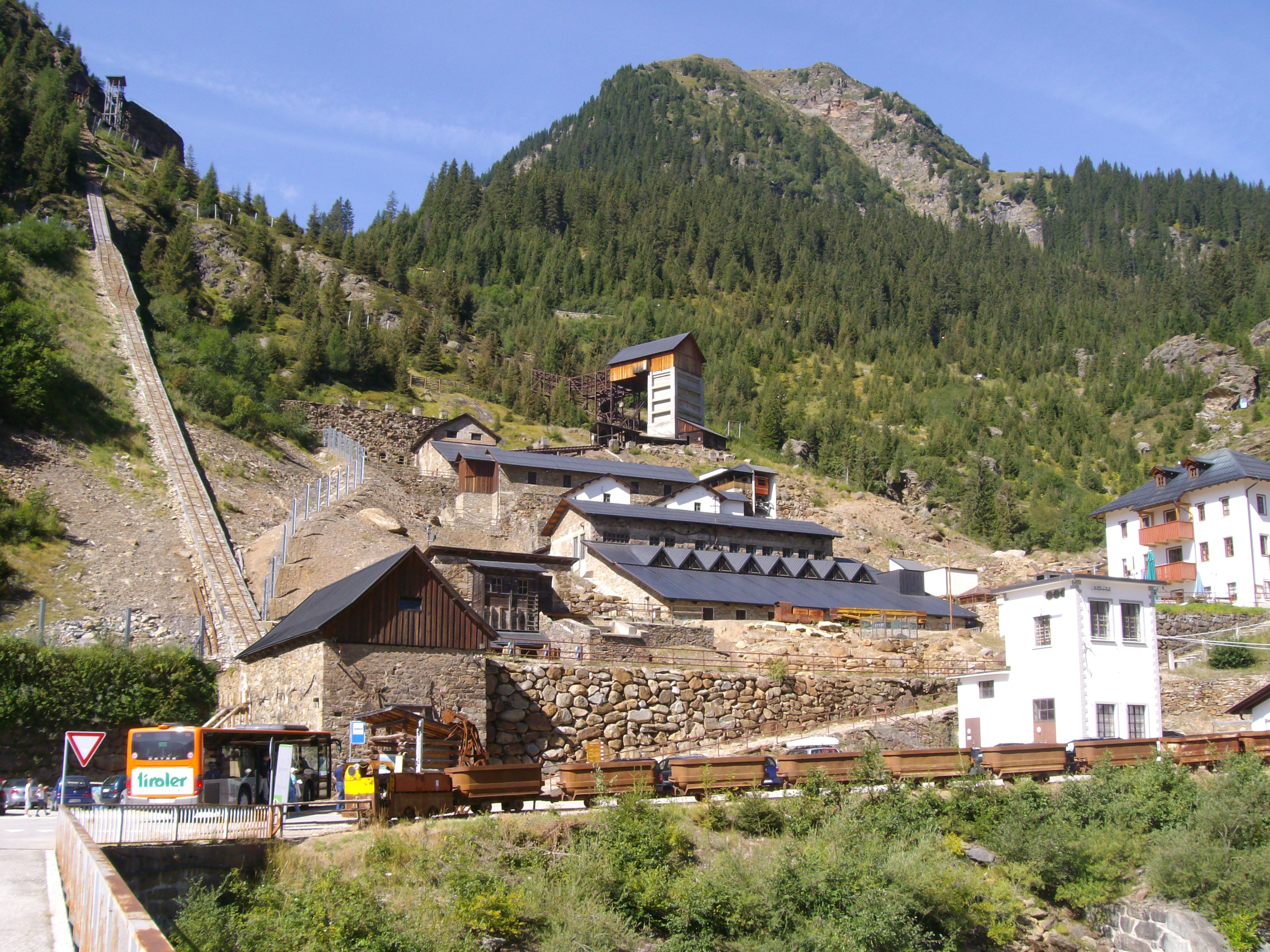
Estructuras exteriores de las minas de Monteneve (Schneeberg), en Masseria (Maiern)

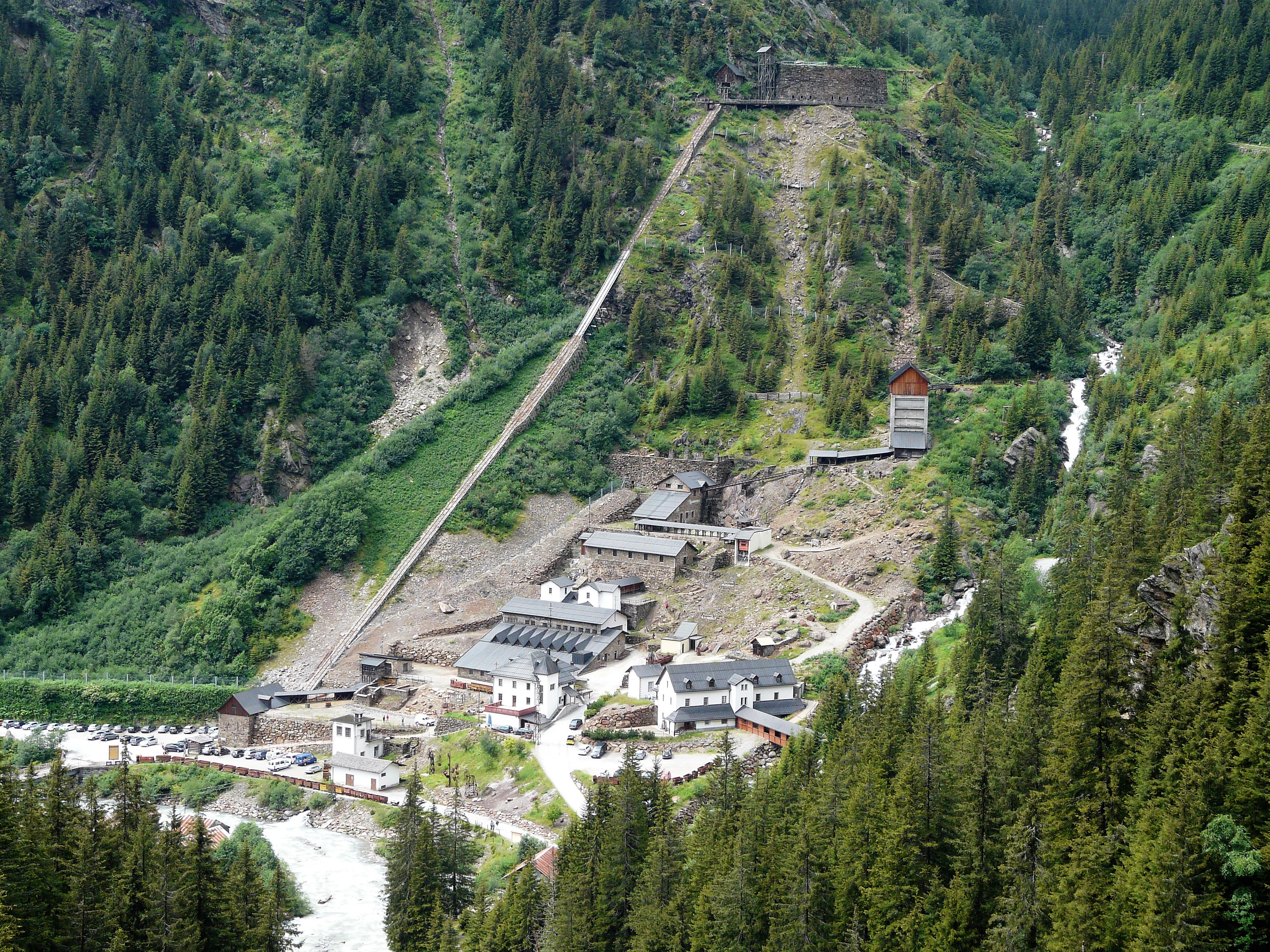
Instalación de transporte por ferrocarril en Masseria (Val Ridanna)

En el extremo occidental del valle se encuentra el yacimiento mineral de Ridanna-Monteneve, documentado ya en 1237 con el nombre de Sneberch (en alemán moderno Schneeberg) Hacia 1500 era propiedad de la familia Fugger de Augsburgo y en aquella época llegó a tener más de 1.000 empleados.
Se trata de una de las explotaciones mineras más altas de Europa (entre 2000 y 2500 metros sobre el nivel del mar) y la más longeva de los Alpes (ya a finales del siglo XII se extraía plata). El centro de extracción del mineral, San Martino di Monteneve (St. Martin am Schneeberg), situado en el vecino Val Passiria (Passeiertal), era el asentamiento permanentemente habitado más alto de los Alpes cuando la mina estaba en funcionamiento. En el pueblo de Masseria (Maiern), situado en el extremo superior del Val Ridanna, a 1.417 m de altitud, se procesaba el mineral y se preparaba para ser transportado posteriormente a Vipiteno. Para facilitar el transporte del material extraído de las minas se construyó una planta de transporte que combinaba diversas tecnologías (ferrocarril, teleférico y plano inclinado). La explotación cesó en 1978 por falta de rentabilidad y la mina fue clausurada definitivamente en 1985. Las numerosas instalaciones mineras situadas en el exterior y el interior de la montaña, que se eleva entre el Val Ridanna y el Val Passiria, se conservan prácticamente intactas.
A finales de la década de 1990 se creó en Masseria un Museo de la Minería, que ofrece una visión didáctica de la explotación minera del valle y de la dura vida de los mineros, así como la posibilidad de realizar una excursión subterránea por las galerías en desuso.

## Deportes
Como estación de esquí especializada en esquí nórdico, el Val Ridanna ha acogido numerosas competiciones de biatlón, entre ellas el Campeonato del Mundo Junior de 2002, los Campeonatos Europeos de 1996, 2011 y 2018, una etapa de la Copa del Mundo de 1992-1993 y algunas pruebas de los Campeonatos de Italia de 2004, 2007 y 2012.
El valle también organizó los Campeonatos de Esquí de Tropas Alpinas en 1997 y las competiciones de esquí de fondo de los Campeonatos de Italia en 2010.

## Personalidades
Una de las personalidades más conocidas del valle fue Maria Fassnauer, conocida en toda Europa a finales del siglo XIX como la Giganta del Tirol. Medía unos 2,20 metros y hasta su muerte en 1917 se la consideró la mujer más alta del mundo.